# Selmo (rivière)
Le Selmo est un cours d'eau d'une longueur de 44 km qui coule dans les communautés autonomes de la Galice et de Castille-et-León. Il est un affluent en rive droite du Sil

## Parcours
Il naît dans la municipalité de Folgoso do Courel, près du sommet du mont Formigueiros, à 1 500 m d'altitude. Il coule vers l'est, entrant rapidement dans la comarque du Bierzo, dans les municipalités d'Oencia et de Sobrado, pour se terminer dans le Sil dans les environs de La Barosa (es) en formant une grande vallée par un grand méandre.
Il s'agit d'une rivière de montagne avec un tracé encaissé, ses eaux sont les réceptrices de nombreux petits cours d'eau torrentiels.